# Juegos Paralímpicos de Sídney 2000
Los Juegos Paralímpicos de Sídney 2000 fueron los undécimos Juegos Paralímpicos y se celebraron en Sídney (Australia) entre el 18 y el 29 de octubre de 2000.

## Deportes
Un total de diecinueve deportes estuvieron en el programa olímpico oficial para estos Juegos.
- Atletismo
- Baloncesto DI
- Baloncesto en silla de ruedas
- Boccia
- Ciclismo
- Equitación
- Esgrima en silla de ruedas
- Fútbol 7
- Golbol
- Judo

| - Levantamiento de potencia - Natación - Rugby en silla de ruedas - Tenis en silla de ruedas - Tenis de mesa - Tiro - Tiro con arco - Vela - Voleibol |

## Delegaciones participantes
Un total de 123 países participaron en esta edición de las Paralimpiadas.
| - Alemania (GER) - Angola (ANG) - Arabia Saudita (KSA) - Argelia (ALG) - Argentina (ARG) - Armenia (ARM) - Atletas Paralímpicos Individuales (IPA) - Australia (AUS) - Austria (AUT) - Azerbaiyán (AZE) - Baréin (BRN) - Barbados (BAR) - Bielorrusia (BLR) - Bélgica (BEL) - Benín (BEN) - Bermudas (BER) - Bosnia y Herzegovina (BIH) - Brasil (BRA) - Bulgaria (BUL) - Burkina Faso (BUR) - Camboya (CAM) - Canadá (CAN) - Chile (CHI) - República Popular China (CHN) - China Taipéi (TPE) - Chipre (CYP) - Colombia (COL) - Corea del Sur (KOR) - Costa Rica (CRC) - Costa de Marfil (CIV) - Croacia (CRO) - Cuba (CUB) - Dinamarca (DEN) - Ecuador (ECU) - Egipto (EGY) - El Salvador (ESA) - Eslovaquia (SVK) - Eslovenia (SLO) - Emiratos Árabes Unidos (UAE) - España (ESP) - Estados Unidos (USA) | - Estonia (EST) - Filipinas (PHI) - Finlandia (FIN) - Fiyi (FIJ) - Francia (FRA) - Grecia (GRE) - Honduras (HON) - Hong Kong (HKG) - Hungría (HUN) - India (IND) - Indonesia (INA) - Irán (IRI) - Irak (IRQ) - Irlanda (IRL) - Islandia (ISL) - Islas Feroe (FRO) - Israel (ISR) - Italia (ITA) - Jamaica (JAM) - Japón (JPN) - Jordania (JOR) - Kazajistán (KAZ) - Kenia (KEN) - Kuwait (KUW) - Kirguistán (KGZ) - Laos (LAO) - Lesoto (LES) - Letonia (LAT) - Líbano (LIB) - Libia (LBA) - Lituania (LTU) - Macao (MAC) - Madagascar (MAD) - Malasia (MAS) - Malí (MLI) - Marruecos (MAR) - Mauritania (MTN) - México (MEX) - Moldavia (MDA) - Mongolia (MGL) - Nigeria (NGR) | - Noruega (NOR) - Nueva Zelanda (NZL) - Omán (OMA) - Países Bajos (NED) - Pakistán (PAK) - Palestina (PLE) - Panamá (PAN) - Papúa Nueva Guinea (PNG) - Perú (PER) - Polonia (POL) - Portugal (POR) - Puerto Rico (PUR) - Catar (QAT) - Reino Unido (GBR) - República Checa (CZE) - Macedonia del Norte (MKD) - Rumania (ROU) - Rusia (RUS) - Ruanda (RWA) - Samoa (SAM) - Sierra Leona (SLE) - Singapur (SIN) - Sudáfrica (RSA) - Sri Lanka (SRI) - Suecia (SWE) - Suiza (SUI) - Siria (SYR) - Tailandia (THA) - Tonga (TGA) - Túnez (TUN) - Turkmenistán (TKM) - Turquía (TUR) - Ucrania (UKR) - Uganda (UGA) - Uruguay (URU) - Vanuatu (VAN) - Venezuela (VEN) - Vietnam (VIE) - Yugoslavia (YUG) - Zambia (ZAM) - Zimbabue (ZIM) |

## Medallero
País organizador
| # Pos | País                          | Oro | Plata | Bronce | Total |
| ----- | ----------------------------- | --- | ----- | ------ | ----- |
| 1     | Australia (AUS)               | 63  | 39    | 47     | 149   |
| 2     | Reino Unido (GBR)             | 41  | 43    | 47     | 131   |
| 3     | Canadá (CAN)                  | 38  | 33    | 25     | 96    |
| 4     | España (ESP)                  | 38  | 30    | 38     | 106   |
| 5     | Estados Unidos (USA)          | 36  | 39    | 34     | 109   |
| 6     | República Popular China (CHN) | 34  | 22    | 17     | 73    |
| 7     | Francia (FRA)                 | 30  | 28    | 28     | 86    |
| 8     | Polonia (POL)                 | 19  | 22    | 12     | 53    |
| 9     | Corea del Sur (KOR)           | 18  | 7     | 7      | 32    |
| 10    | Alemania (GER)                | 16  | 41    | 38     | 95    |

## Polémica
El equipo español de baloncesto para jugadores con discapacidades intelectuales cometió fraude para ganar el torneo y la respectiva medalla de oro la cual fue finalmente retirada. Se descubrió que el equipo español incluía una mayoría de jugadores sin discapacidad, en un hecho patrocinado por la Federación Española de Deportes para Discapacitados Intelectuales.